# Циришко језеро
Циришко језеро (  или Zürichsee) је језеро у Швајцарској, које се налази југоисточно од града Цириха, у Кантону Цирих. Источно од њега се налазе два мања језера, језеро Грајфензе и језеро Фефикон. У језеро се улива река Линт, а из њега на његовом северозападном крају истиче река Лимат.